# Hielp Gudh, at jagh nu kunde
Hielp Gudh, at jagh nu kunde är en gammal psalm i tretton verser. Upphovet är okänt.
Psalmen inleds 1695 med orden:
Hielp Gudh, at jagh nu kunde
Tu ädle Skapare min
Tigh prisa af hiertans grunde
Gudomelig' åhran tin

## Publicerad i
- Göteborgspsalmboken under rubriken "Om Christi Lijdande".[1]
- 1695 års psalmbok som nummer 148 under rubriken "Om Christi pino och dödh".